# DISACODE
DISACODE（ディスアコード）は、日本の3ピースロックバンドである。2007年に結成。2010年より現在のメンバーでの活動を開始する。バンド名はAKIRAが作った造語で、枠にとらわれないロックという意味を持つ。

## 概要
- AKIRAを中心に2007年1月に結成。一度解散したがAKIRAがバンド名と楽曲を引き継ぐ。
- 2010年、現在のメンバー、まーしー(Dr)・しんのすけ(Ba)が加入。
  - 4月9日に初ライブを行う。
  - 夏に1stアルバム「アカシックレコード」を発売。
- 2011年ミニアルバム「カッコつけずにはいられない」を発売。
- 2012年フルアルバム「龍の髭を蟻が狙う」発売。
- 楽曲の作詞は全てAKIRAが書いている。

## メンバー
- Vocal：AKIRA
  - 2月15日生まれ 血液型はA型 千葉県出身 メンバー唯一の女性
  - モデルや女優など、バンド以外にも様々な活動をしている
  - 作詞は須王秋羅名義

- Bass：しんのすけ
  - 1月21日生まれ 血液型はA型 埼玉県出身

- Drums：まーしー
  - 10月6日生まれ 血液型はB型 栃木県出身 男の娘
  - DISACODEの可愛い担当

### 旧メンバー
- Guitar
  - SATOSHI（2007年 - ）
  - だいち（2010年4月 - 2013年3月）茨城県出身

### サポートメンバー
- Guitar
  - TOSHI（Purple Days）2013年12月まで参加
  - 柳（YASU）初期メンバーであり2013年の12月4日、2014年からサポートギター。愛称はやっさん

## ディスコグラフィー

### シングル
1. 『ARCO∞IRIS』（2014年2月12日）。2013年12月4日にWEB限定リリース。

### アルバム
1. 『アカシックレコード』（2010年7月）
2. 『カッコつけずにはいられない』（2011年9月5日）
3. 『龍の髭を蟻が狙う』（2012年8月4日）

### DVD
1. 『DISACODEの演奏コードPANIC！1～4』
2. 『DISACODEの妄想こーど』
3. 『DISACODEのぐだあこーど』

## ライブ

### ワンマンライブ
2010年
- 渋谷MilkyWay「渋谷百鬼夜行〜あれ、俺ライブだと思って来たんだけど違った？夏〜」（8月17日）

2011年
- 渋谷MilkyWay
  - 「百鬼夜行2011夏〜仮装パーティーと間違えて来ちゃった！テヘッ♡〜この日僕は君に届けたい想いがあるんだ。」（8月21日）
  - 「LIVE&EVENT TOUR FINAL PARTY!!」（12月18日）

2012年
- 渋谷MilkyWay
  - 「シンちゃんバースデーライブ」1月21日）
  - 「AKIRA BIRTHDAY SPECIAL in TOKYO」（2月15日）
- 京橋LIVEHOUSE ism 「AKIRA BIRTHDAY SPECIAL in OSAKA」（2月11日）
- 原宿アストロホール 「百鬼夜行2012〜原宿モノノケ†ナイト〜」（8月25日）
- HOLIDAY OSAKA 「DISACODE Presents. †モノノケたちとリア充パーティー† 〜たっつぁん今までありがとう〜」（12月24日）

2013年
- 渋谷MilkyWay 「シンちゃんバースデーライブ」（1月20日）
- Club asia 「DISACODE AKIRA BIRTHDAY LIVE 2013」（2月15日）
- 原宿アストロホール 「百鬼夜行2013〜原宿夏の陣〜」（8月4日）

2014年
- 渋谷DESEO 「KING OF BIRTHDAY」（2月14日）